# Christopher Priest
Christopher McKenzie Priest (Manchester, 14 juli 1943 – Rothesay, 2 februari 2024) was een Brits sciencefictionschrijver.

## Loopbaan
Priest won vijf BSFA Awards: voor de romans Inverted World (1974), The Extremes (1998), The Separation (2002) en The Islanders (2011) en voor het korte verhaal Palely Loitering in 1979. Hij won in 1996 de World Fantasy Award voor de roman The Prestige (in 2006 verfilmd als The Prestige). Inverted World en Palely Loitering en zijn novelle The Watched (1979) waren genomineerd voor een Hugo Award. 
Priest bracht in 1966 zijn eerste verhaal The Run uit. Hij werd in 1968 voltijds schrijver. In The Affirmation trekt hoofdpersonage Peter Sinclair zich na persoonlijke tegenslagen mentaal steeds verder terug in een imaginaire wereld die bestaat uit een exotische eilandengroep. Deze locatie komt regelmatig terug in andere verhalen van Priest, zoals The Islanders, The Adjacent en The Gradual. Ook het thema waarbij personages zich in alternatieve realiteiten bevinden, gebruikt hij vaker.
Zijn boek The Prestige werd verfilmd. Andersom heeft Priest films bewerkt tot boek. Dit deed hij onder de pseudoniemen John Luther Novak (eXistenZ en Mona Lisa) en Colin Wedgelock (Short Circuit).
Priest overleed op 2 februari 2024 op 80-jarige leeftijd.